# Willem Adriaan van Nassau-LaLecq (1704-1759)

Wapen van het geslacht van Nassau-LaLecq

Willem Adriaan van Nassau-LaLecq (Utrecht, 15 februari 1704 – Bergen, 21 oktober 1759) was een zoon van Lodewijk Adriaan van Nassau-Odijk (1670-1742) en Susanna Cornelia Studler van Surck vrouwe van Bergen (1685–1707).
Willem Adriaan was vrijheer van Bergen (1708-), heer van Kortgene, Zeist, Driebergen, Mijlpolder, Krabbe, Middelharnis, (1742-) en heer van Hoogenhuizen (1704-1759). De heerlijkheden Zeist en Driebergen verkocht hij in 1745. De ridderhofstad Blikkenburg een jaar later.
Hij trouwde op 14 januari 1725 in Den Haag met Adriana Petronella van der Does (gedoopt in de Waalse Kerk Den Haag, 19 april 1703 - Bergen 12 december 1770), bijgezet in de Grafkelder van Nassau-Bergen), vrouwe van Alblas. Zij was een dochter van Wigbold van der Does, heer van Noordwijk, Offem en Langeveld en Wilhelmina Henriëtte van Reede, vrouwe van Marquette, Alblas, Bleskensgraaf, de Lier en Sint Anthonispolder. Uit hun huwelijk werd geboren:
- Louise Suzanna van Nassau, (gedoopt Bergen, 13 oktober 1726 – Wenen, 2 augustus 1803) trouwde in 1750 met Frederik Christoffel graaf van Degenfeld-Schönburg (1721 – 1781). Hij was een zoon van de in 1716 tot rijksgraaf verheven Christoffel Martin van Degenfeld-Schönburg en Maria gravin van Schönburg. Het huwelijk tussen Louisa Suzanna en Frederik Christoffel blijft kinderloos.
- Willem Lodewijk van Nassau-Bergen (gedoopt Bergen, 14 december 1727 - 26 juni 1792) bijgezet in de Grafkelder van Nassau-Bergen in Bergen (Noord-Holland)), vrijheer van Bergen en Middelharnis, ongehuwd overleden.
- Wigbold Adriaen (gedoopt Bergen, 26 juni 1729 – Bergen, 24 oktober 1797), heer van Woudenberg, Cortgene, Mijlpolder, Krabbe, Alblas en heer van Middelharnis 1792-1797 en vrijheer van Bergen. Hij trouwde in mei 1756 met Hester (Anna) van Foreest (1736-1785), dochter van Nanning van Foreest (1682-1745) en Jacoba Herculesdr de Vries (1706–1750).

Hij werd geboren op het Huis Hof van Bergen, ook bekend als Het Oude Hof het gebouw dat zijn moeders grootvader jonkheer Anthonie Studler van Surck heer van Sweijburg en van Bergen (1605-1666) in 1642 liet bouwen.
Hij verkocht op 14 mei 1734 en 28 juli 1734 huizen in Den Haag en in 1749 de ridderhofstad Blikkenburg.